# 奪回羅密歐
《奪回羅密歐》（英語：Rosaline）是一部2022年美國浪漫喜劇電影，由凱倫·緬因指導，史考特·紐施塔特和米高·H·韋伯編劇，凱特琳·德弗、伊莎貝拉·莫賽、凱爾·艾倫、布萊德利·惠特福德以及蜜妮·崔佛主演。 該片改編自雷貝嘉·塞爾從莎士比亞名著《羅密歐與茱麗葉》獲得靈感所創作的小說《When You Were Mine》。
在美國地區，電影2022年10月14日在線上串流平台Hulu上釋出，拉丁美洲地區由Star +釋出，全球則由Disney+的star上線。。電影發行後的評價以正面為主，評論主要稱讚凱特琳·德弗的演出。

## 前提
《奪回羅密歐》是風趣且別具一格版本的《羅密歐與茱麗葉》，觀眾將透過茱麗葉的堂姐蘿莎琳、一名身為慧黠卻充滿理想的年輕女性又碰巧為羅密歐的舊情人的視角看待「世上最著名的愛情故事」。她原本嘗試阻撓這段家喻戶曉的羅曼史好贏回她的男人，卻因最終幫助這對硬生生被拆散的戀人團圓，演變為自我探索的旅程。

## 演員
- 凱特琳·德弗 飾演 蘿莎琳（英语：Rosaline）
- 伊莎貝拉·莫賽 飾演 茱麗葉
- 凱爾·艾倫 飾演 羅密歐
- 布萊德利·惠特福德 飾演 勞倫斯神父（英语：Friar Laurence）
- Spencer Stevenson 飾演 帕里斯伯爵（英语：Paris (Romeo and Juliet)）
- 肖恩·蒂爾（英语：Sean Teale） 飾演 達利歐
- 蜜妮·崔佛（英语：Minnie Driver） 飾演 奶媽（英语：Nurse (Romeo and Juliet)）
- 米洛德·莫拉德·班亞馬拉（英语：Miloud Mourad Benamara） 飾演 門房

## 製作

### 開發與選角
2021年5月，宣布二十世紀影業已接手原先由米高梅開發製作的電影 《Rosaline》，凱倫·緬因受僱指導該片，並由史考特·紐施塔特、米高·H·韋伯撰寫改編自雷貝嘉·塞爾小說《When You Were Mine》的劇本。同月亦宣佈凱特琳·德弗選為飾演主角蘿莎琳。 不久後，2021年6月，伊莎貝拉·莫賽選為飾演茱麗葉
2021年七月，凱爾·艾倫選角為羅密歐。同月，布萊德利·惠特福德也獲得角色。2021年八月，蜜妮·崔佛選為飾演原著裡的奶媽。

### 拍攝
拍攝於2021年九月份開始。

## 發行
《奪回羅密歐》2022年10月14日在美國境內將由Hulu釋出，國際發行則由Disney+ Star服務，南亞地區由Disney+ Hotstar播出，拉丁美洲地區則由Star+。

## 外部連結
- 互联网电影数据库（IMDb）上《奪回羅密歐》的资料（英文）